# スティックファス
スティックファス（STiKFAS）は、シンガポール生まれの組み立て式アクションフィギュアキットである。名前の由来は、「Stick Fast（サクサク作れる）」から。日本での発売元はトミーダイレクト。

## 特徴
スティックファスは、組み立てると8cmほどの大きさになる。名前の由来の通り、パーツ数がそれほど多くは無く接着剤も不要のため、一般的なプラモデルよりも簡単に組み立てられる。アクションフィギュアとしては組み立てキットとしての利点を生かし、かなり自由度が高くなっている。ボールジョイント（接続部が球体とソケット）により、関節部などが幅広く可動し、他のキットと互換性があるため、自由な形に組み合わせてオリジナルのものにすることができる。キットには、テーマに沿ったステッカーやアクセサリーが付属しており、これも自由に持たせたり、貼る事が出来る様になっている。

## 歴史
スティックファスは、2001年にシンガポールのBan.Y.Jを中心とした4人のアーティスト集団によって作られ、オンライン販売が開始された。日本では、2003年7月にトミーダイレクトにより販売が開始されている。

## シリーズ
- ベーシックタイプ
- ライトタイプ
- デラックスタイプ
- メガパック
- ブリスタータイプ
- アッセンブルタイプ
- キュボイド
- Mベアシリーズ
- 14インチ（世界1000体限定生産）